# دهه ۳۷۰ (پیش از میلاد)
دهه ۳۷۰ (پیش از میلاد) ۳۷مین دهه قبل از مبدا شروع تقویم میلادی است.